# Хоф-Хакармель (равнина)
Равнина Хоф-ха-Кармель (ивр. חוף הכרמל, побережье Кармеля‎) — узкая прибрежная полоса между Средиземным морем и горным массивом Кармель на севере Израиля, часть Израильской прибрежной равнины.
В направлении с севера на юг равнина тянется приблизительно на 30 километров вдоль Средиземного моря. Ширина её доходит до трёх километров, у Хайфы она составляет около 100 м. Северной её границей является Кармельское нагорье с городом Хайфа, южной — вади Таниним. Южнее Хоф-Хакармель находится равнина Шарон.
По равнине параллельно берегу тянутся два хребта, сложеных из куркара. Высота западного — 8-10 м, он тянется вдоль берега и испытывает сильную эрозию. Дальше расположен средний хребет высотой 15-20 м, на нем построены населённые пункты Мааган-Михаэль, Атлит. В нескольких местах можно заметить остатки восточного хребта.
Большую часть равнины между хребтами покрывает плодородная терра роса, есть несколько заболоченных участков. По территории равнины протекает несколько ручьёв, впадающих в Средиземное море: Меарот, Магадим, Орен. Большая часть равнины используется для сельского хозяйства, выращиваются бананы, авокадо, хлопок; также есть рыбоводство.